# Sanctuaire faunique du bassin Cockscomb
Le sanctuaire faunique du Bassin Cockscomb est une réserve naturelle du centre-sud du Belize mise en place pour protéger les forêts, la faune et les bassins hydrographiques des Maya Mountains. Fondée en 1990, la réserve est considérée comme le premier sanctuaire sauvage dédié au jaguar. Le site est composé de deux bassins versants adjacents et est situé dans les Mountains Maya, une des plus anciennes formations rocheuses d'Amérique centrale.